# 加林娜·丹奇科娃
加林娜·因诺肯季耶芙娜·丹奇科娃（羅馬化：Galina Innokent'yevna Danchikova；1954年8月13日—）是俄罗斯政治人物，第八届国家杜马代表。2001年，她获得经济学理学全博士学位。
1979年至1989年，她担任雅库特苏维埃社会主义自治共和国维尔霍扬斯克地区财政局预算科长兼副科长。1991年至1992年，她担任维尔霍扬斯克区议会主席团副主席，后被任命为行政副主任。1993年至2002年，她担任雅库特代理财政部长第一副。2010年，她被任命为共和国政府主席。她因在萨哈选区当选第七届国家杜马代表而离职。2021年，她再次当选第八届国家杜马议员。

## 制裁
丹奇科娃于2022年因俄乌战争而受到英国政府和美国财政部制裁。